# Irbesartan
Irbesartan ist ein Arzneistoff aus der Gruppe der AT1-Antagonisten, der in der Behandlung von Bluthochdruck und leichter bis mittelschwerer Herzinsuffizienz, falls eine ACE-Hemmer-Therapie ungeeignet ist, eingesetzt wird.

## Anwendungsgebiete (Indikationen)
Irbesartan wird für die Behandlung folgender Krankheiten eingesetzt:
- Essentielle Hypertonie
- Nierenerkrankung bei Patienten mit Hypertonie und Typ-2-Diabetes mellitus als Teil einer antihypertensiven Behandlung.

## Darstellung und Gewinnung
Die mehrstufige Synthese von Irbesartan geht vom Cyclopentanon aus, wobei im ersten Schritt durch die Umsetzung mit Natriumcyanid und Ammoniak das 1-Amino-1-cyclopentancarbonitril erhalten wird. Über eine Amidbildung mit Pentansäurechlorid und anschließende basische Zyklisierung wird eine Spirozwischenverbindung gebildet. Anschließend wird in Gegenwart von Natriumhydrid und Dimethylformamid mit 4′-(Brommethyl)-biphenyl-2-carbonitril die Biphenylsubstruktur in das Molekül eingefügt. Im letzten Syntheseschritt wird mittels Natriumazid durch Bildung der Tetrazolfunktion aus der Cyanogruppe die Zielverbindung erhalten.

## Eigenschaften
Die Verbindung tritt in zwei polymorphen Kristallformen auf.

Irbesartan, Polymorph A
Irbesartan, Polymorph B

Das Polymorph A schmilzt bei 181 °C mit einer Schmelzenthalpie von 91 J·g−1, Polymorph B bei 186 °C mit 116 J·g−1. Beide Formen stehen monotrop zueinander. Das Polymorph B ist die thermodynamisch stabile Kristallform. Die beiden polymorphen Kristallformen unterscheiden sich hinsichtlich der Tautomerie der Tetrazolstruktur. Polymorph A entspricht der 4H-Tetrazolstruktur, Polymorph B der 2H-Tetrazolstruktur. Das Polymorph A kristallisiert in einem hexagonalen Kristallsystem, das Polymorph B dagegen in einem triklinen Kristallsystem.

## Krebsgefährdende Verunreinigungen
Aufgrund von Verunreinigungen mit dem potentiell krebserregenden N-Nitrosodiethylamin (NDEA) beim Wirkstoffhersteller Aurobindo Pharma Limited aus Hyderabad gab es seit Oktober 2018 mehrere Rückrufe Irbesartan-haltiger Medikamente.

## Handelsnamen
Aprovel

## Umweltrelevanz
Wie mehrere andere Sartane zersetzt sich Irbesartan unter Bildung der sehr persistenten und sehr mobilen Valsartansäure. Sie stellt ein Problem für die Trinkwassergewinnung dar, da sie sich bei der konventionellen Abwasserbehandlung nicht zersetzt und sich so in Gewässern und im Grundwasser bis zum Gesundheitlichen Orientierungswert (GOW im Trinkwasser = 0,3 μg/L) anreichert. Selbst bei einer Behandlung mittels der sogenannten 4. Reinigungsstufe werden bei Ozonverfahren nur bis zu 39 und mittels Aktivkohle bis zu 41 % eliminiert. Irbesartan ist eine der Leitchemikalien der Schweizer Kontrollliste für die Einschätzung der Klärleistung in der 4. Reinigungsstufe.